# Ghiacciaio Hull
Il ghiacciaio Hull (in inglese Hull Glacier) è un ghiacciaio lungo circa 56 km situato sulla costa di Ruppert, nella parte occidentale della Terra di Marie Byrd, in Antartide. 

Il ghiacciaio, il cui punto più alto si trova 66 m s.l.m., fluisce in direzione nord-ovest scorrendo tra il monte Giles e il monte Gray per poi costeggiare in parte il versante occidentale delle scogliere Erickson fino ad entrare nella baia di Hull. Lungo il suo percorso, il ghiacciaio Hull riceve da est il flusso del ghiacciaio Kirkpatrick, e da ovest quello del ghiacciaio Rubey, suoi tributari.

## Storia
Il ghiacciaio Hull è stato scoperto dal Programma Antartico degli Stati Uniti d'America durante una spedizione effettuata nel periodo 1939-41 ed è stato poi così battezzato in onore di Cordell Hull, all'epoca segretario di Stato statunitense.

## Galleria d'immagini

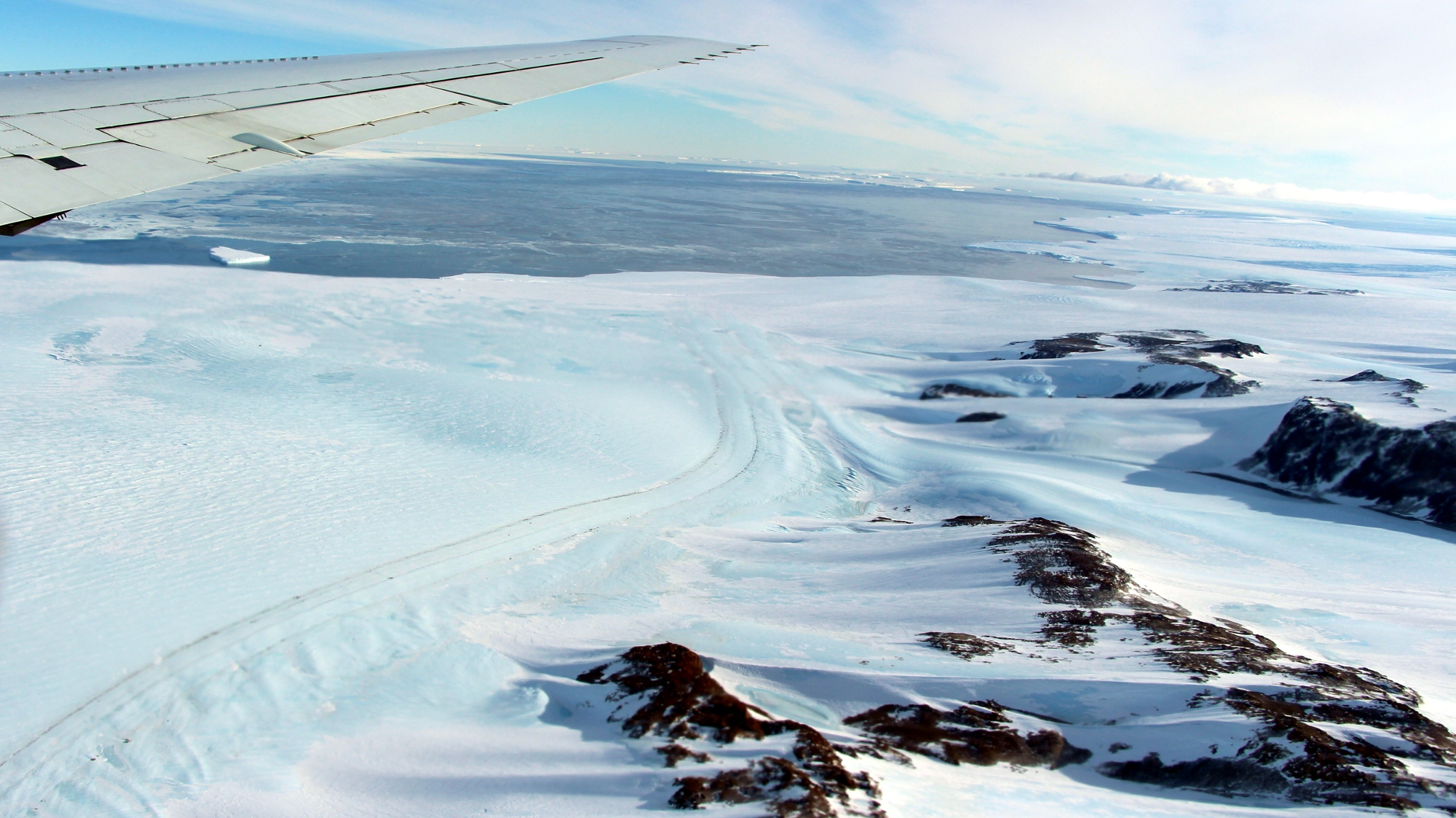
Il ghiacciaio Hull.